# Paciente de Berlim
Paciente de Berlim é um termo usado para se referir a Timothy Ray Brown, uma das duas únicas pessoas conhecidas a serem consideradas curadas do vírus da imunodeficiência humana (HIV).
Em 1995, Brown, que trabalhava em Berlim, foi diagnosticado com HIV e, em 2005, foi diagnosticado com leucemia mieloide aguda. Em 2007, o prof. Gero Hütter, da Universidade Livre de Berlim, decidiu transplantar uma medula óssea em um paciente, mas decidiu encontrar um doador que mostrasse uma alteração no CCR5R32 no DNA que garantiria a resistência à infecção pelo HIV. O efeito do transplante de tal doador foi a remoção do vírus do corpo do paciente, confirmada pelo menos até 2016 por exames periódicos subsequentes.

Dois pacientes foram tratados em 2013, mas o HIV foi encontrado novamente em menos de um ano. Em 2019, a University College London anunciou outro transplante de medula óssea bem-sucedido de um doador portador de uma mutação no gene CCR5, resultando na remoção do vírus do corpo três anos antes.